# Kaseda
Kaseda (jap. 加世田市, -shi) war eine japanische Stadt in der Präfektur Kagoshima.

## Geschichte
Kaseda wurde am 15. Juli 1954 zur shi ernannt.
Kaseda vereinigte sich am 7. November 2005 mit den Gemeinden Bōnotsu (坊津町, -chō), Kasasa (笠沙町, -chō) und Ōura (大浦町, -chō) des Landkreises Kawanabe und Kimpō (金峰町, -chō) des Landkreises Hioki zur Stadt Minamisatsuma.

## Söhne und Töchter der Stadt
- Yūya Ōsako (* 1990), Fußballspieler